# Ion Andreescu

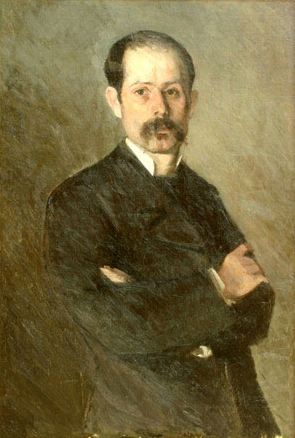
Zelfportret, 1882

Ion Andreescu (Boekarest, 15 februari 1850 - aldaar, 22 oktober 1882) was een Roemeens kunstschilder. Hij werd vooral beïnvloed door het impressionisme.

## Leven en werk
Andreescu werd geboren in een koopmansfamilie. Hij studeerde aan de kunstschool van de bekende Roemeense kunstschilder Theodor Aman. In 1872 werd hij leraar tekenen en kalligraferen aan de Bisschopsschool te Buzău, en later ook nog aan een aantal andere scholen.
Andreescu exposeerde voor het eerst in 1874 op de 'Tentoonstelling van levende kunstenaars' te Boekarest. Artistiek werd hij sterk beïnvloed door zijn landgenoot Nicolae Grigorescu, die op die tentoonstelling veel belangstelling trok.
Van 1879 tot 1881 kon Andreescu met een beurs gaan studeren aan de Académie Julian in Parijs. Samen met Grigorescu werkte hij in deze periode ook regelmatig bij de schilders van de School van Barbizon, waar gewerkt werd in een esthetisch-realistische stijl. Hij werd echter, net als Grigorescu, vooral beïnvloed door de impressionisten en exposeerde samen met vooraanstaande kunstschilders als Édouard Manet, Claude Monet en Pierre-Auguste Renoir.
In 1881 keerde Andreescu naar Roemenië terug, inmiddels lijdend aan tuberculose. In Boekarest had hij nog een succesvolle solo-expositie, maar kort daarna overleed hij, in 1882, slechts 32 jaar oud.

## Galerij

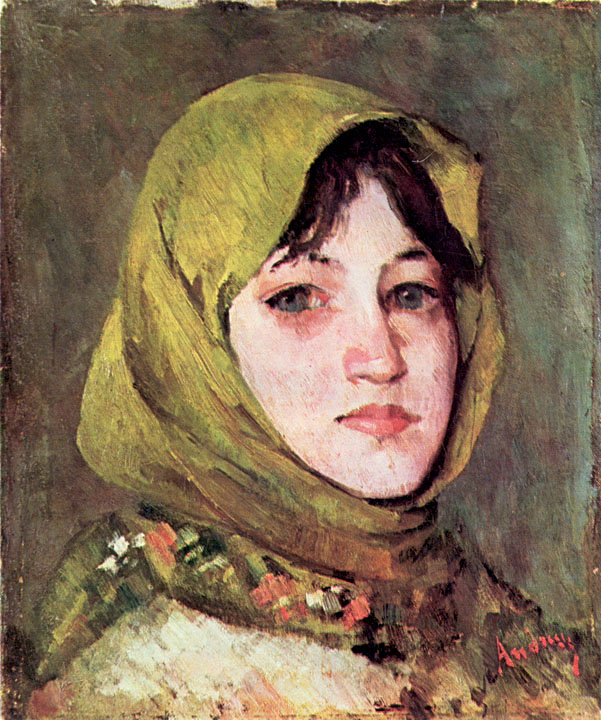
Boerenmeisje met groene hoofddoek
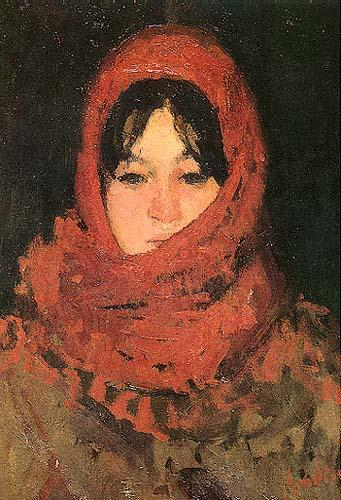
Rode hoofddoek
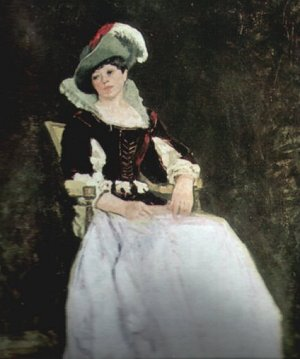
Gekleed model
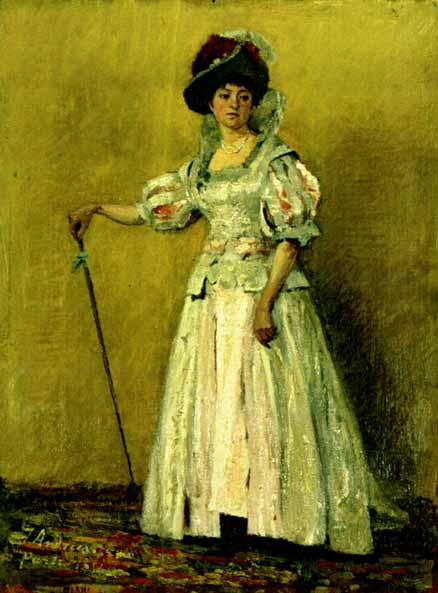
Vrouw in modieuze jurk
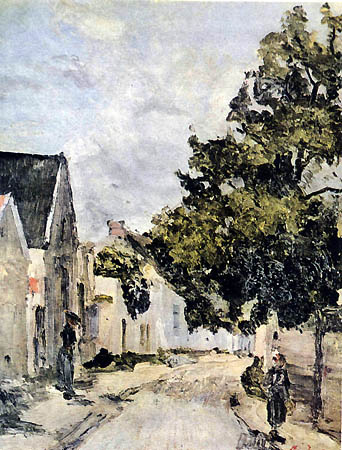
Straat in Barbizon
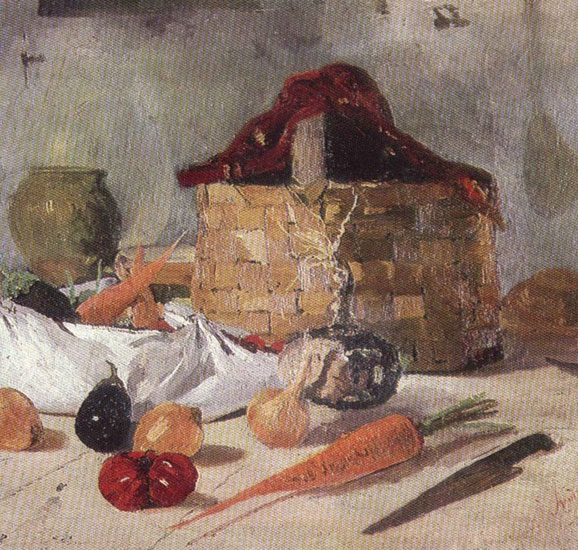
Stilleven
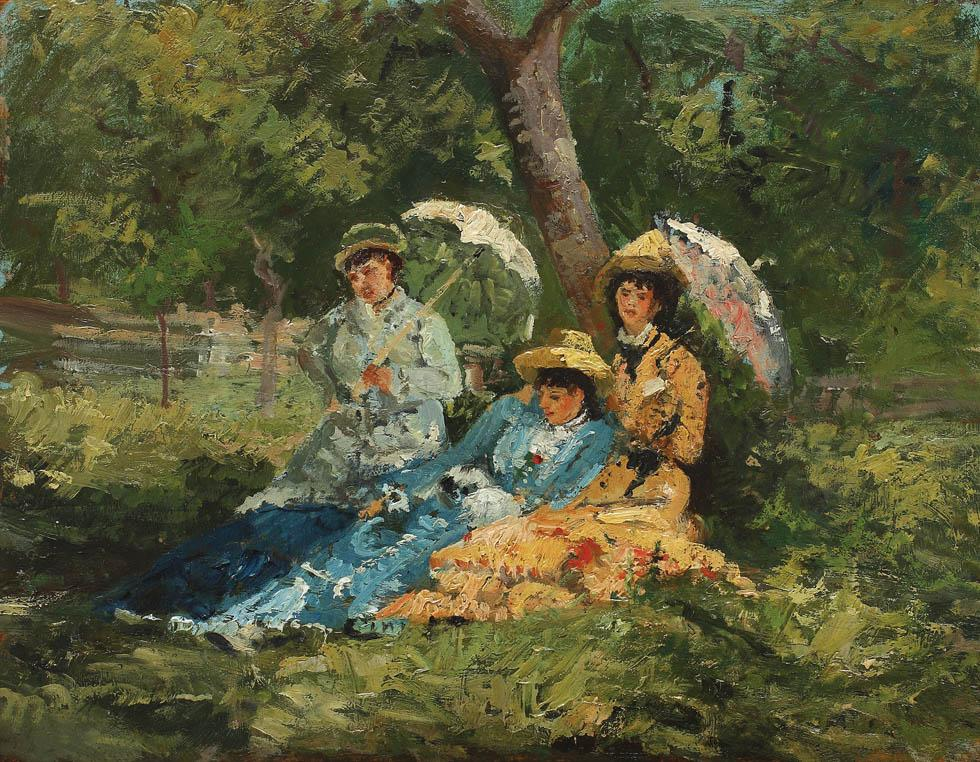
Vrouwen in het park
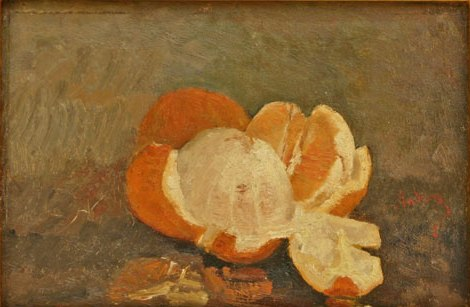
Gepelde sinaasappel
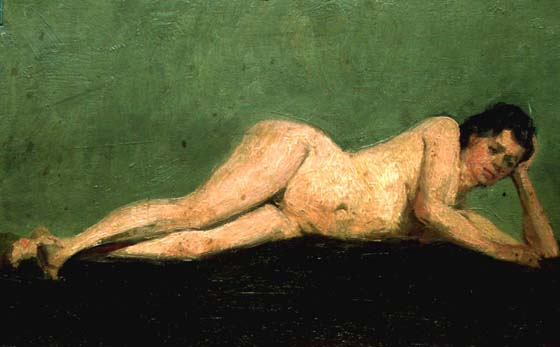
Liggend naakt
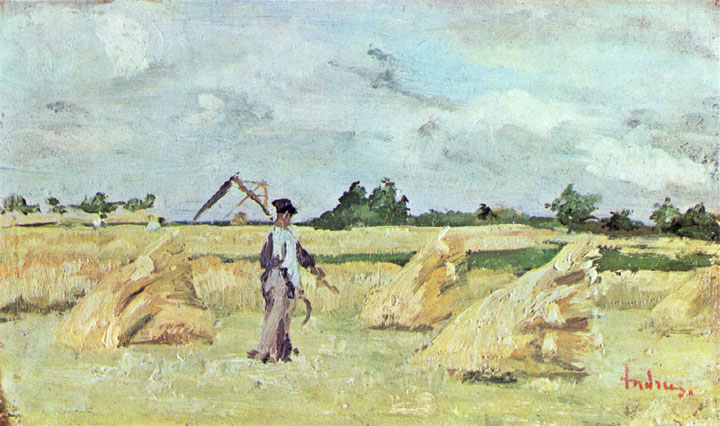
Hooien